# Porsche Tennis Grand Prix 2025 - Doppio
Il doppio femminile del torneo di tennis professionistico Porsche Tennis Grand Prix 2025, facente parte della categoria WTA 500 nell'ambito del WTA Tour 2025, si gioca dal 14 al 20 aprile 2025 a Stoccarda, in Germania.
In finale Gabriela Dabrowski e Erin Routliffe hanno sconfitto Ekaterina Aleksandrova e Zhang Shuai con il punteggio di 6-3, 6-3. É il diciottesimo titolo in carriera per Dabrowski e il decimo titolo in carriera per Routliffe; inoltre, è il primo titolo stagionale per Dabrowski mentre è il secondo stagionale per Routliffe, il primo dell'anno della coppia e il quinto complessivo.
Chan Hao-ching e Veronika Kudermetova erano le campionesse in carica, ma sono state sconfitte nel primo turno da Tímea Babos e Luisa Stefani.

## Teste di serie
Le prime due teste di serie ricevono un bye per i quarti di finale.
1. Gabriela Dabrowski /  Erin Routliffe (Campionesse)
2. Sara Errani /  Jasmine Paolini (quarti di finale)

1. Chan Hao-ching /  Veronika Kudermetova (primo turno)
2. Asia Muhammad /  Demi Schuurs (quarti di finale)

## Tabellone

### Legenda
| - Q = Qualificato - WC = Wild card - LL = Lucky loser | - ALT = Alternate - SE = Special Exempt - PR = Protected Ranking | - w/o = Walkover - r = Ritirato - d = Squalificato |

|  | Primo turno | Primo turno                     | Primo turno               | Primo turno             | Primo turno             |  |  | Quarti di finale | Quarti di finale                | Quarti di finale                | Quarti di finale       | Quarti di finale |   |      | Semifinali | Semifinali                        | Semifinali                        | Semifinali                         | Semifinali                         |   |   | Finale | Finale | Finale | Finale | Finale |  |
|  |             |                                 |                           |                         |                         |  |  |                  |                                 |                                 |                        |                  |   |      |            |                                   |                                   |                                    |                                    |   |   |        |        |        |        |        |  |
|  | 1           | G Dabrowski E Routliffe         | G Dabrowski E Routliffe   | G Dabrowski E Routliffe | G Dabrowski E Routliffe |  |  |                  |                                 |                                 |                        |                  |   |      |            |                                   |                                   |                                    |                                    |   |   |        |        |        |        |        |  |
|  |             | Bye                             | Bye                       | Bye                     | Bye                     |  |  | 1                | G Dabrowski E Routliffe         | G Dabrowski E Routliffe         | 6                      | 6                |   |      |            |                                   |                                   |                                    |                                    |   |   |        |        |        |        |        |  |
|  |             | N Kičenok Y Xu                  | 6                         | 1                       | [5]                     |  |  |                  | A Panova F Stollár              | A Panova F Stollár              | 4                      | 2                |   |      |            |                                   |                                   |                                    |                                    |   |   |        |        |        |        |        |  |
|  |             | A Panova F Stollár              | 4                         | 6                       | [10]                    |  |  |                  |                                 |                                 |                        |                  |   |      | 1          | G Dabrowski E Routliffe           | 5                                 | 6                                  | [10]                               |   |   |        |        |        |        |        |  |
|  | 3           | H-c Chan V Kudermetova          | 2                         | 6                       | [5]                     |  |  |                  |                                 |                                 | T Babos L Stefani      | 7                | 3 | [4]  |            |                                   |                                   |                                    |                                    |   |   |        |        |        |        |        |  |
|  |             | T Babos L Stefani               | 6                         | 3                       | [10]                    |  |  |                  | T Babos L Stefani               | 7                               | 5                      | [11]             |   |      |            |                                   |                                   |                                    |                                    |   |   |        |        |        |        |        |  |
|  |             | J Ostapenko D Jastrems'ka       | J Ostapenko D Jastrems'ka | 7                       | 6                       |  |  |                  | J Ostapenko D Jastrems'ka       | 61                              | 7                      | [9]              |   |      |            |                                   |                                   |                                    |                                    |   |   |        |        |        |        |        |  |
|  |             | N Schunk E Seidel               | N Schunk E Seidel         | 63                      | 1                       |  |  |                  |                                 |                                 |                        |                  |   |      | 1          | Gabriela Dabrowski Erin Routliffe | Gabriela Dabrowski Erin Routliffe | 6                                  | 6                                  |   |   |        |        |        |        |        |  |
|  |             | D Krawczyk J Pegula             | 0                         | 7                       | [3]                     |  |  |                  |                                 |                                 |                        |                  |   |      |            |                                   |                                   | Ekaterina Aleksandrova Zhang Shuai | Ekaterina Aleksandrova Zhang Shuai | 3 | 2 |        |        |        |        |        |  |
|  |             | N Melichar-Martinez L Samsonova | 6                         | 63                      | [10]                    |  |  |                  | N Melichar-Martinez L Samsonova | N Melichar-Martinez L Samsonova | 6                      | 6                |   |      |            |                                   |                                   |                                    |                                    |   |   |        |        |        |        |        |  |
|  |             | U Eikeri M Niculescu            | U Eikeri M Niculescu      | 3                       | 1                       |  |  | 4                | A Muhammad D Schuurs            | A Muhammad D Schuurs            | 1                      | 1                |   |      |            |                                   |                                   |                                    |                                    |   |   |        |        |        |        |        |  |
|  | 4           | A Muhammad D Schuurs            | A Muhammad D Schuurs      | 6                       | 6                       |  |  |                  |                                 |                                 |                        |                  |   |      |            | N Melichar-Martinez L Samsonova   | 4                                 | 6                                  | [11]                               |   |   |        |        |        |        |        |  |
|  |             | E Aleksandrova S Zhang          | E Aleksandrova S Zhang    | 6                       | 6                       |  |  |                  |                                 |                                 | E Aleksandrova S Zhang | 6                | 4 | [13] |            |                                   |                                   |                                    |                                    |   |   |        |        |        |        |        |  |
|  |             | M Katō A Sutjiadi               | M Katō A Sutjiadi         | 3                       | 2                       |  |  |                  | E Aleksandrova S Zhang          | 6                               | 2                      | [10]             |   |      |            |                                   |                                   |                                    |                                    |   |   |        |        |        |        |        |  |
|  |             | Bye                             | Bye                       | Bye                     | Bye                     |  |  | 2                | S Errani J Paolini              | 2                               | 6                      | [8]              |   |      |            |                                   |                                   |                                    |                                    |   |   |        |        |        |        |        |  |
|  | 2           | S Errani J Paolini              | S Errani J Paolini        | S Errani J Paolini      | S Errani J Paolini      |  |  |                  |                                 |                                 |                        |                  |   |      |            |                                   |                                   |                                    |                                    |   |   |        |        |        |        |        |  |